# LOVELESS (漫畫)
《LOVELESS》是高河弓創作的日本漫画作品。於2002年起连载于Square Enix的《月刊GFantasy》，後移至一迅社的《Comic ZERO-SUM》月刊連載。單行本已經發行13卷。
该作的 Sacrifice 篇大部分已制作成同名动画，于2005年4月至6月在日本朝日電視台播出，其後朝日放送、名古屋電視台和AT-X也陆续播出本作。

## 劇情簡介
12岁的小学生青柳立夏，在六年级转学的第一天，放学时遇见了声称是故去哥哥青柳清明的朋友我妻草灯。立夏发现清明是由秘密组织七之月（nanatsu no tsuki）杀害的，便以 Sacrifice（创伤承担者／犧牲者）的身份与身为战斗机的草灯，以“语言作战”的方式，一起去揭开隐藏在清明之死和立夏失忆背后的秘密。

## 世界觀

### 有着耳朵和尾巴的人
在本作中，每个人出生后都长着耳朵和尾巴（例：主角立夏的貓耳及貓尾巴）；只有在进行了某种形式的性行為后，耳朵和尾巴才会脱落。在作品中，是否有耳朵和尾巴被作为界定一个人是否真正成熟（或成人）的标志，如立夏已经23岁的小学老师还没有摘掉耳朵和尾巴。

### 战斗和联系
本作的战斗系统很独特，发动战斗的双方必须均由两人组成（特殊情况除外），两人中一人是承受所有创伤的 Sacrifice，另一人是攻击对方的战斗机。战斗名称为“语言作战（spell）”，通过说一些特定的战斗词汇，来达到攻击和防御的效果。在这类词汇中，有用来构建 Sacrifice 和战斗机联系的组合，如“Breathless”“Zero”“Sleepless”等。Sacrifice 的名字是出生前就已经定好了的，基本都有与自己同名的战斗机，但 Sacrifice 和战斗机并不是一开始就在一起，而且拥有不同名字的 Sacrifice 和战斗机也可以形成联系，不过战斗力会减半。战斗机也可以独立作战，战斗力也会减半。
战斗机是听命于Sacrifice的，如果Sacrifice过于软弱而无法给予战斗机明白的指令的话是会影响战斗的質素。

## 登場人物
- 青柳立夏（配音：皆川纯子）

本作主人公，12岁，12月21日生，小学6年级。两年前唯一理解自己的哥哥清明突然去世，自己也失去了10岁前的记忆。草灯带来了清明的遗言，并告诉立夏的真名是 LOVELESS，使立夏心绪完全混乱。立夏是草灯的 Sacrifice。
- 我妻草灯（配音：小西克幸）

21岁，9月28日生，某大学日本画系学生。曾是青柳清明的战斗机，在清明死后成为立夏的战斗机。战斗技术超群。忠实地执行Sacrifice的命令。立夏用爱情使他开始变得有人情味。
- 羽渡唯子（配音：植田佳奈）

立夏的同班同学，身材姣好，多次表明喜欢立夏的心意。她单纯可爱、活泼开朗的性格使立夏顽固不化的心发生改变。但在学校天天粘着立夏的样子让人很头疼。
- 弥生（配音：福山潤）

立夏的同班同学，喜欢唯子，但曾被唯子以身材太矮为藉口拒绝。对“情敌”立夏充满嫉妒。
- 海堂贵绪（配音：武内健）

草灯的同学，与草灯一样学习日本画，非常俏皮，自称“小草的妻子”。钉满耳环的耳朵是其特有标志。
- 东云瞳（配音：能登麻美子）

立夏的班主任，文静稳重，也很害羞。对草灯怀有好感。
- 胜子医生（配音：篠原惠美）

立夏的心理医生，每周三下午都要与立夏谈心。非常喜欢立夏。动画第十一集中当她听到立夏可能与唯子接了吻的消息后，竟然把笔握碎。
- 青柳清明（配音：成田剑）

立夏的哥哥，本名BELOVED，曾是草灯的Sacrifice，在第一季动画的最终话出现。两年前清明消失，对外宣称为被烧死，实际上隐居在某个家庭中，且拥有新战斗机二世，并抛弃了草灯。故意从弟弟的生活中消失的他，似乎有不可告人的秘密。
- 青柳美咲（配音：山崎和佳奈）

立夏的母亲，患有间歇性精神病，在清明去世之后，一直认为立夏不是“真正的”立夏。脾气暴戾的她时常虐待立夏，所以立夏经常伤痕累累。
- 爱（配音：小清水亚美）

她是碧的战斗机，与碧一起受命要将立夏带走。不过两次战斗中，他们均惨败给草灯，随即被取消任务，回到战斗机学校继续上课。她的名字同碧一样，是BREATHLESS。
- 碧（ミドリ）（配音：高城元气）

是爱的 Sacrifice，和爱一起受命带走立夏，结果被草灯打败两次。讨厌香水和汽水。
- 律老师（本名-南律）（配音：子安武人）

曾是草灯在战斗机学校的老师。草灯由他一手调教出来，且他对草灯也异常执着，不过草灯很不喜欢跟他联络。在他办公室的墙上有很多装饰用的蝴蝶标本。他可能是七之月成员之一，跟女神也有某种联系。
- 渚老师(本名-目渚)（配音：小林沙苗）

ZERO系列（经过基因改造，无痛觉，身体调节机能差）的制造者，跟律老师是同事。她一心想打败律老师的得意之作草灯，但与律老师的关系似乎很暧昧。她也可能是七之月的成员之一。
- 瑶二（配音：吉野裕行）

ZERO系列第二版，是奈津生的Sacrifice，看起来比奈津生年幼且更精神。与草灯战败后被收留在草灯家。
- 奈津生（配音：齋賀觀月）

ZERO系列第二版，是瑶二的战斗机，与草灯战败后被收留在草灯家，对立夏比较关心。
- 中野倭（配音：嘉數由美）

ZERO系列第一版，是坂上江夜的Sacrifice，已从战斗机学校毕业，并摘去了猫耳朵和尾巴。在与立夏和草灯的战斗中失败后，与江夜一起脱离渚老师的控制后出走。
- 坂上江夜（配音：钉宮理惠）

ZERO系列第一版，是中野倭的战斗机，与倭的感情非常好。虽然打败了瑶二，但最终输给立夏和草灯，并与倭一起出走。
- 女神（配音：久川绫）

是七之月中名为“7”的成员，在网络游戏“Wisdom Resurrection”中的某区一直等待着立夏，认识律老师和渚老师。
- 金华（配音：高桥广树）

接替爱和碧来试图带走立夏，是银华的战斗机，带有装有“立夏想要的东西”的信封（内夹“W098N074A11T0005”的字条，是网络游戏 Wisdom Resurrection 中某处的位置）。在战斗失败、信封被夺后，与银华一同逃离，不知去向。与银华一样，本名为 SLEEPLESS。
- 银华（配音：堀江由衣）

虽然是金华的 Sacrifice，曾有着没被敌人伤到过的“优良战绩”，不过此战绩被草灯终结。战败后她与金华一同逃走。
- 赤目二世（配音：無）

漫畫新角色。是清明的新戰鬥機，並沒有被他當成人類看待。

## 出版書籍
| 集數 | 一迅社         | 一迅社                                                  | 尖端出版社     | 尖端出版社           |
| 集數 | 發售日期       | ISBN                                                    | 發售日期       | EAN                  |
| ---- | -------------- | ------------------------------------------------------- | -------------- | -------------------- |
| 1    | 2002年7月25日  | ISBN 4-7580-5002-3 ISBN 4-7580-5003-1（限定版）         | 2002年11月23日 | EAN 471-0765-17101-8 |
| 2    | 2002年12月26日 | ISBN 4-7580-5011-2 ISBN 4-7580-5010-4（限定版）         | 2003年6月17日  | EAN 471-0765-17406-4 |
| 3    | 2003年6月25日  | ISBN 4-7580-5034-1 ISBN 4-7580-5035-X（限定版）         | 2006年1月10日  | EAN 471-0765-20121-0 |
| 4    | 2004年6月25日  | ISBN 4-7580-5077-5 ISBN 4-7580-5078-3（限定版）         | 2006年4月13日  | EAN 471-0765-20240-8 |
| 5    | 2005年2月25日  | ISBN 4-7580-5120-8 ISBN 4-7580-5121-6（限定版）         | 2006年12月7日  | EAN 471-0765-21098-4 |
| 6    | 2005年12月24日 | ISBN 4-7580-5198-4 ISBN 4-7580-5199-2（限定版）         | 2007年9月13日  | EAN 471-0765-21622-1 |
| 7    | 2006年11月25日 | ISBN 4-7580-5254-9 ISBN 4-7580-5255-7（限定版）         | 2007年9月15日  | EAN 471-0765-16155-2 |
| 8    | 2008年2月25日  | ISBN 978-4-758-05329-7 ISBN 978-4-758-05330-3（限定版） | 2009年9月28日  | EAN 471-1552-44623-4 |
| 9    | 2009年11月25日 | ISBN 978-4-758-05457-7 ISBN 978-4-758-05458-4（限定版） | 2010年11月17日 | EAN 471-3469-35527-2 |
| 10   | 2011年5月25日  | ISBN 978-4-758-05599-4 ISBN 978-4-758-05600-7（限定版） | 2011年11月23日 | EAN 471-6814-19453-3 |
| 11   | 2012年7月25日  | ISBN 978-4-758-05726-4 ISBN 978-4-758-05727-1（限定版） | 2013年6月15日  | EAN 471-5409-85883-6 |
| 12   | 2013年12月25日 | ISBN 978-4-758-05870-4 ISBN 978-4-758-05871-1（限定版） | 2014年8月16日  | EAN 471-5409-86129-4 |
| 13   | 2017年7月25日  | ISBN 978-4-758-03204-9 ISBN 978-4-758-03205-6（特装版） | 2018年3月28日  | EAN 471-3006-54136-6 |

### 小說
《LOVELESS》原作：高河弓、著者：夏居あや
| 日文標題 | 中文標題 | 一迅社        | 一迅社                 | 東立出版社     | 東立出版社             |
| 日文標題 | 中文標題 | 發售日期      | ISBN                   | 發售日期       | ISBN                   |
| -------- | -------- | ------------- | ---------------------- | -------------- | ---------------------- |
|          | 泡沫之絆 | 2008年7月19日 | ISBN 978-4-758-04014-3 | 2011年7月28日  | ISBN 978-986-10-8061-1 |
|          | 兩片雪花 | 2009年4月20日 | ISBN 978-4-758-04065-5 | 2011年11月17日 | ISBN 978-986-10-8917-1 |

### 相關書籍
畫集
| 冊數 | 標題           | 一迅社       | 一迅社                 |
| 冊數 | 標題           | 發售日期     | ISBN                   |
| ---- | -------------- | ------------ | ---------------------- |
| 全   | YOUR EYES ONLY | 2005年7月9日 | ISBN 978-4-75-803005-2 |

動畫設定資料集
| 冊數 | 標題              | 一迅社        | 一迅社                 |
| 冊數 | 標題              | 發售日期      | ISBN                   |
| ---- | ----------------- | ------------- | ---------------------- |
| 全   | LOVELESS MIND MAP | 2005年7月25日 | ISBN 978-4-75-805167-5 |

## 電視動畫

### 製作人員
- 原作：高河弓
- 监督：紅優
- 故事构成・脚本：河原ゆうじ
- 人物设定：岩倉和憲
- 总作画监督：中山由美
- 物品设定：橘秀樹
- 美术监督：小田理惠
- 美术监制：小林七郎
- 色彩设定：店橋真弓
- 摄影监督：大河内喜夫
- CGI导演：武山篤
- 编集：後藤正浩
- 音响监督：關優子、三間雅文
- 音乐：笹路正德
- 音乐制作：Frontier Works
- 动画制作：J.C.STAFF
- 制作：七之月（Bandai Visual、Movic、Frontier Works、J.C.STAFF）

### 主题曲
- 片頭曲

作詞．作曲：梶浦由記，編曲：佐佐木总作、梶原健生，合唱整理：梶浦由記，歌：翁鈴佳
- 片尾曲（旅程）

作詞．作曲：梶浦由記，編曲：坂本昌之，合唱整理：梶浦由記，歌：引田香織

### 各話列表
| 話數  | 中文標題 | 標題       | 脚本       | 分鏡       | 演出       | 作畫監督              |
| ----- | -------- | ---------- | ---------- | ---------- | ---------- | --------------------- |
| Ep.01 | 無法呼吸 | BREATHLESS | 河原ゆうじ | 紅優       | 紅優       | ひのたかふみ 飯塚晴子 |
| Ep.02 | 不可回億 | MEMORYLESS | 河原ゆうじ | 櫻美勝志   | 吉本毅     | 松川哲也 石井ゆみこ   |
| Ep.03 | 無法聯繫 | BONDLESS   | 河原ゆうじ | 三芳宏之   | 古川政美   | 中島美子              |
| Ep.04 | 不成摯友 | FRIENDLESS | 河原ゆうじ | 友田政晴   | 山内東生雄 | 相坂ナオキ            |
| Ep.05 | 無法入睡 | SLEEPLESS  | 河原ゆうじ | 櫻美勝志   | 安藤健     | 岐神麻芽              |
| Ep.06 | 不知疼痛 | PAINLESS   | 河原ゆうじ | 鵜飼悠紀   | 鵜飼悠紀   | 杉本功                |
| Ep.07 | 無淚之泣 | TEARLESS   | 河原ゆうじ | 櫻美勝志   | 吉本毅     | 松川哲也              |
| Ep.08 | 不可信任 | TRUSTLESS  | 河原ゆうじ | 伊藤真朱   | 伊藤真朱   | 飯塚晴子              |
| Ep.09 | 無需阻隔 | SKINLESS   | 河原ゆうじ | 古川政美   | 古川政美   | 中島美子              |
| Ep.10 | 不具姓名 | NAMELESS   | 河原ゆうじ | 小林孝嗣   | 山内東生雄 | 相坂ナオキ            |
| Ep.11 | 無戰清平 | WARLESS    | 河原ゆうじ | 櫻美勝志   | 安藤健     | 浜津武広 ひのたかふみ |
| Ep.12 | 不曾結束 | ENDLESS    | 河原ゆうじ | 鵜飼ゆうき | 鵜飼ゆうき | 岩倉和憲 中山由美     |

### 播放電視台
| 播放地區   | 播放電視台   | 播放日期                | 播放時間             | 聯播網         | 備註       |
| ---------- | ------------ | ----------------------- | -------------------- | -------------- | ---------- |
| 關東廣域圈 | 朝日電視台   | 2005年4月6日 - 6月29日  | 星期三 26:40 - 27:10 | 朝日電視台系列 | 製作電視台 |
| 近畿廣域圈 | ABC          | 2005年4月12日 - 7月5日  | 星期二 26:54 - 27:24 | 朝日電視台系列 |            |
| 中京廣域圈 | 名古屋電視台 | 2005年4月13日 - 7月6日  | 星期三 27:08 - 27:38 | 朝日電視台系列 |            |
| 日本全域   | AT-X         | 2005年5月4日 - 7月20日  | 星期三 9:30 - 10:00  | CS放送         | 有重播     |
| 日本全域   | Kids Station | 2008年4月11日 - 6月27日 | 星期五 24:30 - 25:00 | CS放送         | 有重播     |

## CD

### Vocal Album
2006年9月8日发行 2940日圓 フロンティアワークス
1. 愛しい人よ
  - 作曲：先海伊織 / 編曲：すみださとし / 作詞：吉田美奈子 / 歌：小西克幸
2. 太陽とともに
  - 作詞・作曲：廣田由佳 / 編曲：松浦晃久 / 歌：皆川純子
3. 走れ 思うまま
  - 作曲：依田和夫 / 編曲：Picasso / 作詞： かの香織 / 歌：吉野裕行、斋贺观月
4. Growing up
  - 作曲：割田康彦 / 編曲：EBBY / 作詞：影山浩宣 / 歌：福山潤
5. ENTRUST
  - 作曲：コーニッシュ / 編曲：佐佐木聡作 / 作詞：小笠原千秋 / 歌：皆川純子、小西克幸
6. 愛しい人よ -Instrumental-
7. 太陽とともに -Instrumental-
8. 走れ 思うまま -Instrumental-
9. Growing up -Instrumental-
10. ENTRUST -Instrumental-
11. Pursuit（Comical） -未発表BGM-
12. Jealousy -未発表BGM-
13. YUIKO -未発表BGM-
14. Moody -未発表BGM-
15. SEIMEI-Hope -未発表BGM-

### TV Animation LOVELESS Drama CD
BRAINLESS
- 青柳立夏：皆川純子
- 我妻草灯：小西克幸
- 羽渡唯子：植田佳奈
- 東雲瞳：能登麻美子
- 勝子老师：筱原惠美
- 弥生：福山潤
- 海堂貴緒：武内健
- 律老师：子安武人
- 翠：高城元气
- 愛：小清水亚美
- 女子アナ：新井里美
- UFO研究家：鈴木達央
- 店里的大叔：上田祐司

FACELESS
- 青柳立夏：皆川純子
- 我妻草灯：小西克幸
- 羽渡唯子：植田佳奈
- 東雲瞳：能登麻美子
- 勝子老师：筱原惠美
- 弥生：福山潤
- 海堂貴緒：武内健
- 律老师：子安武人
- 渚老师：小林沙苗
- 黑谷冬樹：神谷浩史
- 黑谷紅葉：浅野真澄
- 女生A：仲西环
- 女生B：新井里美
- 男生A：鈴木達央
- 男生B：古島清孝
- 教師：最上嗣生

SOULLESS
- 青柳立夏：皆川純子
- 我妻草灯：小西克幸
- 羽渡唯子：植田佳奈
- 東雲瞳：能登麻美子
- 勝子老师：筱原惠美
- 弥生：福山潤
- 海堂貴緒：武内健
- 律老师：子安武人
- 瑤二：吉野裕行
- 奈津生：斋贺观月
- 教授：長島雄一
- 宿の主人：上田祐司
- 社長：千葉一伸
- スカウト：新井里美
- 女大学生：寺田春日

VOICELESS
- 青柳立夏：皆川純子
- 我妻草灯：小西克幸
- 青柳清明：成田剑
- 羽渡唯子：植田佳奈
- 勝子先生：筱原惠美
- 弥生：福山潤
- 海堂貴緒：武内健
- 律老师：子安武人
- 瑤二：吉野裕行
- 奈津生：斋贺观月
- 翠：高城元气
- 愛：小清水亚美
- 白石雪乃：野上尤加奈
- 波風間陽光：近藤隆

### TV Animation LOVELESS Character Drama CD
NANKURULESS
（立夏・草灯篇）
- 青柳立夏：皆川純子
- 我妻草灯：小西克幸
- 店里的太太：爱河里花子
- 爷：新垣樽助
- 店里的大哥哥：古島清孝
- キャビン・アテンダント：森夏姬
- キャビン・アテンダント：小野凉子

SUGARLESS
（立夏・唯子・弥生篇）
- 青柳立夏：皆川純子
- 我妻草灯：小西克幸
- 羽渡唯子：植田佳奈
- 弥生：福山潤
- 海堂貴緒：武内健

MERCILESS
（瑤二・奈津生篇）
- 青柳立夏：皆川純子
- 我妻草灯：小西克幸
- 羽渡唯子：植田佳奈
- 海堂貴緒：武内健
- 瑤二：吉野裕行
- 奈津生：斋贺观月
- 小狗：山崎みつる

JOBLESS
（江夜・倭篇）
- 青柳立夏：皆川純子
- 我妻草灯：小西克幸
- 青柳清明：成田剑
- 律老师：子安武人
- 渚老师：小林沙苗
- 江夜：钉宫理惠
- 倭：嘉数由美
- 西凛太朗

HEARTLESS
（草灯・律先生篇）
- 青柳立夏：皆川純子
- 我妻草灯：小西克幸
- 羽渡唯子：植田佳奈
- 勝子老师：筱原惠美
- 弥生：福山潤
- 海堂貴緒：武内健
- 律老师：子安武人
- 谜之女：吴林卓美
- パソコン音声：森夏姬

### TV Animation LOVELESS新作Drama CD
- 脚本：河原ゆうじ
- 导演：関優子、中嶋聡彦
- 音楽：笹路正徳
- 出品：今優子、田中千陽

HAIRLESS
- 青柳立夏：皆川純子
- 我妻草灯：小西克幸
- 青柳清明：成田剑
- 羽渡唯子：植田佳奈
- 東雲瞳：能登麻美子
- 勝子老师：筱原惠美
- 弥生：福山潤
- 海堂貴緒：武内健
- 律老师：子安武人
- 渚老师：小林沙苗
- 瑶二：吉野裕行
- 奈津生：斋贺观月
- 翠：高城元气
- 愛：小清水亚美
- サム飯田：小山力也
- 邪霊：中田让治

ACTLESS
- 青柳立夏：皆川純子
- 我妻草灯：小西克幸
- 青柳清明：成田剑
- 羽渡唯子：植田佳奈
- 東雲瞳：能登麻美子
- 勝子老师：筱原惠美
- 弥生：福山潤
- 海堂貴緒：武内健
- 律老师：子安武人
- 渚老师：小林沙苗
- 瑶二：吉野裕行
- 奈津生：斋贺观月
- 翠：高城元气
- 愛：小清水亚美

### Comic Zero Sum CD Collection(一般流通版)
Vol.1
Comics第1巻（第1話 - 第3話）
- 青柳立夏：皆川純子
- 我妻草灯：小西克幸
- 青柳清明：成田剑
- 羽渡唯子：植田佳奈
- 東雲瞳：能登麻美子
- 勝子老师：筱原惠美
- 青柳美咲：山崎和佳奈
- 律老师：子安武人
- 翠：高城元气
- 愛：小清水亚美
- 教師：茂木優
- 教師：古島清孝
- 教師：鈴木達央
- 教師：陰山真寿美
- 教師：寺田春日
- 学生：谷井明日香
- 学生：高橋まゆこ

Vol.2
Comics第1卷（第4話）、コラブレス「- IN THE SUMMER -」
- 青柳立夏：皆川純子
- 我妻草灯：小西克幸
- 青柳清明：成田剑
- 羽渡唯子：植田佳奈
- 東雲瞳：能登麻美子
- 弥生：福山潤
- 海堂貴緒：武内健
- 青柳美咲：山崎和佳奈

Vol.3
「绝对玩具支配者篇」第1話 - 第3話
- 青柳立夏：皆川純子
- 我妻草灯：小西克幸
- 羽渡唯子：植田佳奈
- 東雲瞳：能登麻美子
- 海堂貴緒：武内健
- 青柳美咲：山崎和佳奈
- 律老师：子安武人
- 翠：高城元气
- 愛：小清水亚美

Vol.4
「绝对玩具支配者篇」第4話 - 第8話
- 青柳立夏：皆川純子
- 我妻草灯：小西克幸
- 羽渡唯子：植田佳奈
- 東雲瞳：能登麻美子
- 勝子老师：筱原惠美
- 弥生：福山潤
- 海堂貴緒：武内健
- 律老师：子安武人
- 瑶二：吉野裕行
- 奈津生：斋贺观月
- 酒井香奈子
- 寺田春日
- 森夏姬
- 宫下荣治

Vol.5
「絶対玩具支配者編」第9話 - 第11話、「オサムという名の女」（コミックス第4巻）
- 青柳立夏：皆川純子
- 我妻草灯：小西克幸
- 青柳清明：成田剑
- 羽渡唯子：植田佳奈
- 東雲瞳：能登麻美子
- 弥生：福山潤
- 海堂貴緒：武内健
- 青柳美咲：山崎和佳奈
- 7：久川綾
- 瑶二：吉野裕行
- 奈津生：斋贺观月
- オサム：桑島法子